# Estadio Monumental de Condebamba
Estadio Monumental de Condebamba es un estadio multiuso en la ciudad de Abancay, Perú.
Actualmente se utiliza principalmente para los partidos de fútbol. El estadio es usado como sede del Deportivo Educación, Miguel Grau, La Victoria, entre otros equipos de la ciudad, que participan en la Copa Perú.
El estadio tiene capacidad para albergar a 12 000 espectadores.

## Finales y Definiciones
| Fecha      | Local               | Resultado | Visitante        | Competición                   |
| ---------- | ------------------- | --------- | ---------------- | ----------------------------- |
| 14-12-2003 | Deportivo Educación | 1 - 0     | U. César Vallejo | Final Copa Perú 2003 (Vuelta) |